# Villabé
Villabé település Franciaországban, Essonne megyében. Lakosainak száma 5654 fő (2022. január 1.). Villabé Lisses, Corbeil-Essonnes, Mennecy és Ormoy községekkel határos.

## Népesség
A település népessége az elmúlt években az alábbi módon változott:
| Lakosok száma | 5327 | 5360 | 5430 | 5438 | 5491 | 5487 | 5469 | 5457 | 5654 |
|               | 2013 | 2015 | 2016 | 2017 | 2018 | 2019 | 2020 | 2021 | 2022 |